# Kowtal, Manvi
Kowtal là một làng thuộc tehsil Manvi, huyện Raichur, bang Karnataka, Ấn Độ.